# Warriors Orochi Z
Warriors Orochi Z (無双OROCHI Z Musō Orochi Zetto) là tựa game chặt chém năm 2009 được phát triển bởi hãng game Koei và Omega Force cho hệ máy Play Station 3 và Microsoft Windows. WOZ là phiên bản thứ ba của loạt game Warriors Orochi, là một game ngoài của loạt game Dynasty Warriors và Samurai Warriors. Warriors Orochi: The Collective được thiết lập dựa vào sự kết hợp của hai phần trước với nhiều nhân vật và màn chơi trong một nền tảng game cập nhật. Trò chơi được phát hành tại Nhật trên hệ máy Play Station 3 vào 3/12/2009 và trên Microsoft Windows vào 27/11/2009. Nhưng không may cho những người hâm mộ cuồng nhiệt, Koei đã xác nhận rằng tựa game này sẽ không phát hành ở Bắc Mỹ và Âu Châu.

## Nhân vật
Ngoaì 94 nhân vật trong hai phần trước, còn có thêm hai nhân vật mớí xuất hiện
Benkei: là một chiến binh nhà sư trong thời kì Heian, nổi tiếng bởi sự trung thành của ông đối với Yoshitsune Minamoto và bộ sưu tập vũ khí của ông. Vũ khí của ông trong game là một găng tay sắt khổng lồ.
Sanzang: hay Đường Tam Tạng là nhân vật chính trong Tây Du Ký, cũng là nơi bắt nguồn của Tôn Ngộ Không. Nhưng có một điều khác biệt rằng Đường Tăng trong Warriors Orochi Z là nhân vật nữ. Vũ khí của cô là tay áo, một thứ vũ khí được biết đến trong phim "Thập diện mai phục".
Ngoài ra, Dodomeki và Gyuki, 2 vị tướng của Orochi, thông thường chỉ được chơi trong VS và Survival mode trong Warriors Orochi 2, qua WOZ thì lại trở thành những nhân vật chính, có thể nâng cấp và nâng chiêu
Với sự bổ sung của 2 nhân vật mới ở trên, Warriors Orochi Z có tổng cộng 96 nhân vật
Đồng thời, trang phục của các nhân vật trong Dynasty Warriors 6 đều được sử dụng và các trang phục đặc biệt của các nhân vật trong Samurai Warriors cũng được sử dụng. Và những nhân vật không thuộc các phần trước cũng có các bộ trang phục riêng của mình.

## Cách chơi
Lối chơi của Warriors Orochi Z cũng không khác gì những phần trước, người chơi vẫn được chọn 3 nhân vật và chơi trong một màn. Nhưng trong phiên bản này thì có vài thứ được nâng cấp:
_Trong lần đầu tiên, người chơi thứ 2 có thể chọn 3 nhân vật cho riêng mình chứ không phải xài chung 3 nhân vật của người chơi thứ nhất
_Dream mode cũng được thay đổi, 12 màn được thêm vào, tổng cộng là có 40 màn trong Dream mode. Không giống như Warriors Orochi 2, các nhân vật bên ngoài thời kì Tam quốc và Chiến quốc đều được kể đến
| Team                                         | Stage            |
| -------------------------------------------- | ---------------- |
| San Zang, Zhang He, Magoichi Saika           | Tian Shui        |
| Benkei, Da Ji, Himiko                        | He Fei           |
| Kiyomori Taira, Yoshitsune Minamoto, Benkei  | Sekigahara       |
| Sun Wukong, San Zang, Himiko                 | Nan Zhong        |
| Da Ji, Dodomekki, Gyuki                      | Wuhang Mountains |
| San Zang, Pang Tong, Maeda Toshiie           | Anegawa          |
| Date Masamune, Benkei, Himiko                | Mikatagahara     |
| Da Ji, Xing Cai, Gracia                      | Shizugatake      |
| Nene, Hanzo Hattori, Kotaro Fuma             | Edo Castle       |
| Taigong Wang, Fu Xi, Nu Wa                   | Chi Bi           |
| Yamata no Orochi, Date Masamune, Keiji Maeda | Bai Di Castle    |
| Orochi X, Da Ji, Kiyomori Taira              | Koshi Castle     |